# Mussaurus
Mussaurus (il cui nome significa "lucertola topo") è un genere estinto di prosauropode erbivoro vissuto tra 220 e 210 milioni d'anni fa, attualmente il genere contiene una singola specie M. patagonicus che visse nel Triassico superiore, nell'attuale Argentina.
Si sa poco su questo dinosauro poiché di esso sono stati scoperti soltanto i resti dei piccoli, dei quali i più grandi erano lunghi tra 20 e 37 centimetri, e delle loro uova, del diametro di 2,5 centimetri; il suo nome, infatti, vuol dire "lucertola topo" ed allude al fatto che, inizialmente, gli scienziati credessero che gli scheletri rinvenuti appartenessero ad una nuova specie di dinosauri di taglia ridottissima.
La difficoltà nel determinare l'aspetto da adulto di questo dinosauro sta nel fatto che, come accade in molte specie animali, le proporzioni delle ossa cambiavano quando i dinosauri crescevano; in pratica, i Mussaurus-baby avevano occhi grandi e zampe larghe.
Tuttavia, da recenti indagini si è concluso che il Mussaurus era un prosauropode, parente del Coloradisaurus; esso era quindi erbivoro e si cibava di conifere e felci.
Attualmente si stima che le dimensioni del Mussaurus fossero di 5 metri di lunghezza per un peso di 120 kg.

## Nella cultura di massa
Il Mussaurus è citato nel romanzo di Michael Crichton Il mondo perduto del 1995 (sequel del romanzo Jurassic Park del 1990), dove appare fugacemente quando Levin giunge su Isla Sorna come primo dinosauri avvistato, per poi non comparire mai più.
Il Mussaurus è presente in una mod del videogioco minecraft chiamato Jurassic Craft, che conteneva al suo interno otto specie di dinosauri: sette di queste apparse nel film Jurassic Park, alle quali è stato aggiunto il Mussaurus, seppur non presente nel film.